# Arctonyx collaris
El tejón porcino (Arctonyx collaris) es una especie de mamífero carnívoro de la familia Mustelidae. Es la única especie de su género. Se encuentra en el este de Mongolia, centro y este de China, Bután, Asam (India), Indochina y Sumatra.

## Subespecies
Se reconocen las siguientes subespecies:
- Arctonyx collaris collaris
- Arctonyx collaris albogularis
- Arctonyx collaris consul
- Arctonyx collaris dictator
- Arctonyx collaris hoevenii
- Arctonyx collaris leucolaemus